# صوفان حرشفي
الصوفان الحرشفي[بحاجة لمصدر] أو الدعراء الحرشفية أو الفطر المسامي الحرشفي هو نوع من الفطريات الدعامية، ينتشر في أنحاء واسعة تشمل آسيا وأوروبا وأمريكا الشمالية وأستراليا. يتسبَّب هذا الفطر بتعفُّن أبيض في خشب الأشجار الحية والميتة. يسمى أحياناً باللغات الأجنبية فطر ظهر التدرج، نسبة إلى طائر التدرج، لتشابه ألوانهما، كما يسمى «حورية درياد» نسبةً إلى الكائن الأسطوري في الميثولوجيا الإغريقية الدرياد الذي يرتبط بالفطر في الأساطير القديمة.
كان أول من وصف النوع علمياً الأحيائي البريطاني وليام هدسون في عام 1778، وقد أطلق عليه الاسم العلمي "Boletus squamosus". ثم أعطاه اسمه العلمي الحديث الأحيائي السويدي إلياس ماغنوس فرايز في كتابه "Systema Mycologicum" عام 1821.

## الوصف
عادةً ما ينمو الصوفان الحرشفي على جذوع أو أجذال الأشجار الميّتة، حيث ينمو من نقطة واحدة بساقٍ عريضة مرتفعاً إلى أعلى. يبلغ قطر رأسه 8 إلى 30 سنتيمتراً، وقد يصل سمكه إلى 10 سنتيمترات. وقد يكون لونه أصفر إلى بني، وله حراشف على جانبه العلوي، وأما على جانبه السفلي فثمَّة مسام كثيرة متراصة بجانب بعضها البعض يبلغ طول كل منها ملليمتراً واحداً إلى 12 ملليمتراً، وهي سمة يتميز بها جنس الصوفان. وأما ساق الفطر فهي قصيرة وشديدة السماكة، حيث قد يبلغ طولها 5 سنتيمترات.

## الانتشار والموطن
الصوفان الحرشفي فطر شائع الانتشار وكثير التواجد، حيث يوجد في معظم أنحاء القارة الأوروبية، وفي مناطق الولايات المتحدة الواقعة شرق جبال روكي، وفي بعض أنحاء قارتي أستراليا وآسيا. عادةً ما يثمر في فصل الربيع، وأحياناً في الخريف، ونادراً في الفصلين الآخرين. كثيراً ما يخطئه صيادو الفطور خلال بحثهم عن فطر مورل في الربيع، حيث يثمر الفطران في الآن ذاته، وفي حالة الصوفان الحرشفي فهو لافت للنظر لأنه قد ينمو حتى قطر 50 سنتيمتراً. لهذا الفطر دور هام في الأنظمة البيئية لتحليل الأخشاب والأشجار القديمة، التي عادة ما تكون من شجر الدردار، لكن يمكن أن يتطفل أحياناً على أشجار أخرى مثل المران والزان وكستناء الحصان والقيقب والدلب والحور والصفصاف.